# Chail (India)
Chail è una suddivisione dell'India, classificata come nagar panchayat, di 7.726 abitanti, situata nel distretto di Kaushambi, nello stato federato dell'Uttar Pradesh. In base al numero di abitanti la città rientra nella classe V (da 5.000 a 9.999 persone).

## Geografia fisica
La città è situata a 25° 25' 60 N e 81° 37' 60 E e ha un'altitudine di 81 m s.l.m..

## Società

### Evoluzione demografica
Al censimento del 2001 la popolazione di Chail assommava a 7.726 persone, delle quali 4.103 maschi e 3.623 femmine. I bambini di età inferiore o uguale ai sei anni assommavano a 1.434, dei quali 723 maschi e 711 femmine. Infine, coloro che erano in grado di saper almeno leggere e scrivere erano 3.188, dei quali 2.103 maschi e 1.085 femmine.